# غلامعلی اصفهانی
آقا غلامعلی اصفهانی فرزند آقا محمد رحیم اصفهانی از بزرگترین خوشنویسان و نسخ‌نویسان است.
او در حدود ۱۲۰۵ ه‍.ق مقارن با سلطنت آقامحمدخان قاجار در محله مسجد جامع اصفهان به دنیا آمد و به سال ۱۲۶۹ ه‍.ق درگذشت.
غلامعلی اصفهانی از دوستان نزدیک زین العابدین اصفهانی مشهور به اشرف‌الکتاب بود. گویا این دو از جوانی با یکدیگر رقابت و معاشرت داشته و نزد آقا محمود خوشنویس تعلیم خط می‌گرفتند.
آقا غلامعلی علاوه بر حسن خط از آواز خوش نیز بهره‌مند بود و در طول عمر به روایتی سیزده و به روایتی هجده قرآن نوشت. با وجود شهرت به سرعت در نگارش آثار چندانی از او باقی نمانده. فرزندان و خانواده او نیز هنرمند بودند.